# Шленники
Шле́нники (рос. Шленники) — присілок у складі Мурашинського району Кіровської області, Росія. Входить до складу Мурашинського міського поселення.
Населення становить 64 особи (2010, 122 у 2002).
Національний склад станом на 2002 рік — росіяни 85 %.